# Natalia Avelon
Natalia Avelon, echte naam Natalia Siwek (Wrocław, 29 maart 1980) is een Pools-Duitse actrice en zangeres.

## Leven en werk
Natalia Avelon groeide op in Ettlingen. Toen ze acht jaar oud was kwam ze naar Duitsland en ging wonen in Karlsruhe. Naast haar moedertaal leerde ze ook Duits. Als tiener ontdekte ze haar liefde voor de film. In de tussentijd heeft ze ook als fotomodel gewerkt.
Haar eerste hoofdrol was in de film Das Wilde Leben. Ze zingt hiervoor ook de titelsong Summerwine samen met Ville Valo van de Finse love metal band HIM. Het nummer is oorspronkelijk van Nancy Sinatra en Lee Hazlewood. De film is geïnspireerd op het leven van het Duitse fotomodel Ushi Obermaier.

## Filmografie (selectie)

### Bioscoop
- 2001: Der Schuh des Manitu ('extra large'-versie)
- 2002: Der weiße Hirsch (Kurzfilm)
- 2007: Das wilde Leben
- 2008: Far Cry
- 2008: Hell of a Night
- 2008: 80 Minutes
- 2009: Phantomanie
- 2011: Gegengerade – Niemand siegt am Millerntor
- 2011: Wunderkinder
- 2012: Absturz (korte film)
- 2014: Alles inklusive
- 2018: Spielmacher
- 2020: Es ist zu deinem Besten

### Televisiefilms en -series
- 1999: Streit um drei
- 2001: Verbotene Liebe, als Janina Kirsch (11 afleveringen)
- 2001: Der Club der grünen Witwen
- 2002: Zwei Engel auf Streife – Wodka auf Ex
- 2002: Rosa Roth – Geschlossene Gesellschaft
- 2003: Marienhof, als Constanze Vinotti
- 2004: Der Bulle von Tölz: Süße Versuchung
- 2004: Prinz und Paparazzi
- 2005, 2012: Ein Fall für zwei (2 afleveringen)
- 2005: Sturm der Liebe (2 afleveringen)
- 2005: Bewegte Männer – Die Oberweitenreform
- 2007: Das Echo der Schuld
- 2008: Tatort – Tod einer Heuschrecke
- 2009: So ein Schlamassel
- 2009: Der Kriminalist – Das Geständnis
- 2010: Kommissar LaBréa – Todesträume am Montparnasse
- 2010: Kreutzer kommt
- 2010: Mordkommission Istanbul – Die steinernen Krieger
- 2010: Oh Shit!
- 2011: Strike Back (3 afleveringen)
- 2011: Mord in bester Gesellschaft – Der Fluch der bösen Tat
- 2012: Götter wie wir (6 afleveringen)
- 2005: Ein Fall für zwei – Tod im Ring
- 2013, 2015: SOKO 5113 (2 afleveringen)
- 2013: SOKO Wien – Drehschluss
- 2014: Na krawedzi (5 afleveringen)
- 2015: Przypadki Cezarego P. – Lady P
- 2015: Die Bergretter – Auf der Kippe
- 2015: Drunter und Brüder
- 2015: Rosamunde Pilcher – Vollkommen unerwartet
- 2016: Böser Wolf – Ein Taunuskrimi
- 2018: The Team (2 afleveringen)
- 2019: Professor T – Der perfekte Mord
- 2019: Der gute Bulle: Friss oder stirb
- 2020: SOKO München – Ein kunstvoller Tod
- 2020: Crews & Gangs
- 2020: Ojciec Mateusz – Klatwa
- 2021: Komisarz Alex – Sejf
- 2021: Nix Festes – Don’t Cha?
- 2022: SOKO Wismar – Spiel des Lebens

### Muziekvideo's
- 2007: Summer Wine – Ville Valo & Natalia Avelon
- 2012: Money and Women – Wyn Davies (mit Rolf Eden, Heike Makatsch und Karoline Schuch)
- 2013: Unvergessene Zeit – Down Below feat. Natalia Avelon
- 2017: Blind Belief

## Discografie

### Albums
- 2017: Love Kills

### Singles
- 2007: Summer Wine (Ville Valo & Natalia Avelon)
- 2013: Unvergessene Zeit (Down Below feat. Natalia Avelon)
- 2017: Blind Belief

## Onderscheidingen
- 2008: DIVA-Award – New Talent of the Year

- Gemeinsame Normdatei: 133075435
- International Standard Name Identifier: 0000 0000 1974 1192
- MusicBrainz: 52bba35d-7706-47ee-b08e-d19c269bbc4e
- Virtual International Authority File: 65185615